# Malpas (Cheshire)
Malpas – wieś (byłe miasto targowe) w Anglii, w hrabstwie ceremonialnym Cheshire, w dystrykcie (unitary authority) Cheshire West and Chester. Leży 22 km na południowy wschód od miasta Chester i 246 km na północny zachód od Londynu. W 2001 miejscowość liczyła 1628 mieszkańców.